# Noel Taylor
Noel Squizzy Taylor is een voormalig drummer van de Australische hardrockband AC/DC. Noel Taylor verving Colin Burgess, kort na het legendarische concert op nieuwjaarsavond 1973 in Chequers (Sydney). De bezetting van AC/DC was op dat moment: Angus Young (leadgitarist), Malcolm Young (rhythmgitarist), Dave Evans (leadzanger) en Neil Smith (basgitarist). In deze tijd had de band geen vaste basgitarist en drummer.
Colin Burgess, de voorganger van Noel Taylor, werd ontslagen omdat hij het begaf op het podium na overmatig alcoholgebruik. Malcolm Young vroeg aan Noel Taylor en Neil Smith of ze zich bij AC/DC wilden voegen nadat Malcolm Young een avond zeer succesvol inviel voor de leadgitarist van de band Jasper waarin Neil Smith en Noel Taylor speelden. Dit besloten ze te doen nadat ze langdurig hadden overlegd met hun leadgitarist.
Met deze bezetting begon AC/DC op te treden in een hotel waar de voormalige band van Noel Taylor en Neil Smith al vaker had gespeeld. Ze speelden onder andere de liedjes: Can I Sit Next To You Girl, Rocking In The Parlour en Show Business. Daarnaast speelden ze ook enkele nummers van Chuck Berry. Noel Taylor heeft met AC/DC ook verschillende andere optredens gehad, waaronder het openluchtconcert in Victoria Park (Sydney). Dit was een historisch moment, want hier droeg Angus Young, op aanraden van zijn zus, voor het eerst zijn beroemde schooluniform op het podium. Na het concert in Victoria park werden Noel Taylor en Neil Smith zonder pardon weer ontslagen nadat ze zes weken bij AC/DC hadden gezeten. Noel Taylor werd vervangen door Peter Clack.
Na AC/DC is Noel Taylor manager geweest van de muziekwinkel van zijn familie. Daarnaast is hij in verschillende bands actief geweest waaronder: Bobby Dazzler, Speed Limit, The Swinging Sixties en Legends of OL 55.

## Voetnoten
1. ↑  (en) Nieuwjaarsconcert in Chequers. acdc-bootlegs.com
2. ↑  (en)  Ontslag van Colin Burgess.
3. 1 2 3  (en) Interview met Noel Taylor.
4. ↑  (en) Victoria Park Concert
5. ↑  (en) Geschiedenis van AC/DC. milesago.com